# QX Andromedae
Désignations
QX Andromedae (QX And) est une binaire à éclipses de la constellation d'Andromède. Elle a une magnitude apparente qui varie de 11,28 à 11,5. Elle est classée comme une étoile variable de type W Ursae Majoris. Elle est également observée comme une source de rayons X et est membre de l'amas ouvert NGC 752.

## Système
Le système QX Andromedae de émet de la lumière comme un corps noir stellaire, avec un type spectral de type F6. Les deux étoiles effectuent une orbite toutes les 9,892 heures. Elles sont si proches que leurs enveloppes se touchent. Leurs températures sont similaires, mais elles ont un rayon et une masse différents. Puisqu'elles appartiennent à NGC 752, l'âge du système est égal à l'âge de l'amas (1,34 ± 0,06 milliards d'années).

## Variabilité
La courbe de lumière de l'étoile montre des éclipses presque égales. L'éclipse primaire se produit lorsque l'étoile la moins massive passe devant l'autre. Les variations de luminosité sont plutôt faibles pour ce système compte tenu de la faible inclinaison orbitale de 55°.